# Ganzentrap

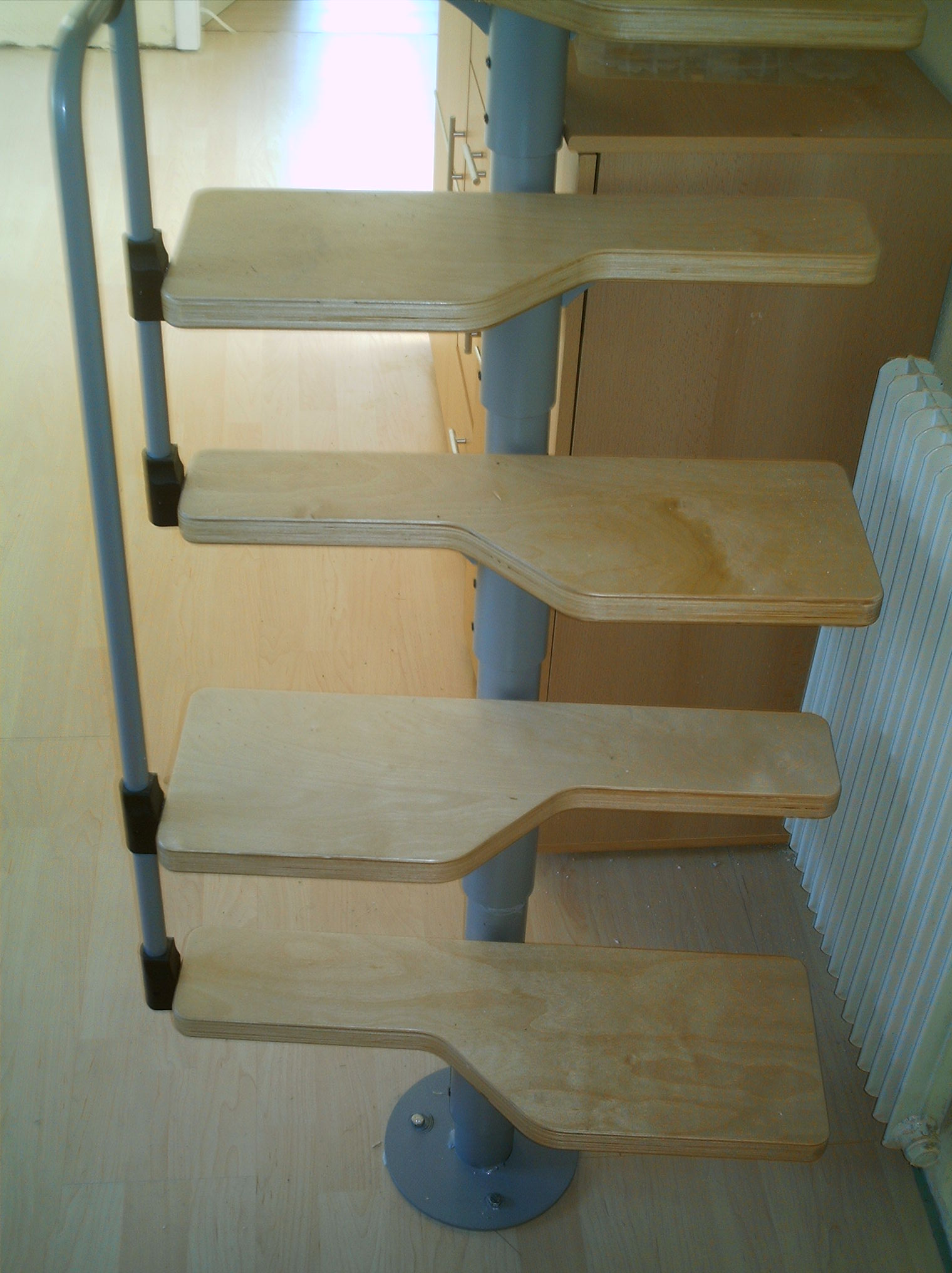
een ganzentrap

Een ganzentrap is een type trap waarbij elke trede ontworpen is om slechts aan één zijde, afwisselend links en rechts, belopen te worden. Dit traptype heeft als voordeel dat hij zeer steil kan zijn en dus weinig grondoppervlak inneemt. Een nadeel is dat men gedwongen wordt om beide voeten om beurten op een vaste plaats op de treden te zetten; het is niet mogelijk om snel een trap op en af te lopen door treden over te slaan. Door de steilheid is het ook niet goed mogelijk om grote voorwerpen mee te dragen.
Door de bezwaren van de ganzentrap wordt deze alleen gebruikt op plaatsen waar een gewone trap niet geplaatst kan worden en waar weinig frequent gelopen wordt, zoals voor de toegang tot een zolder.

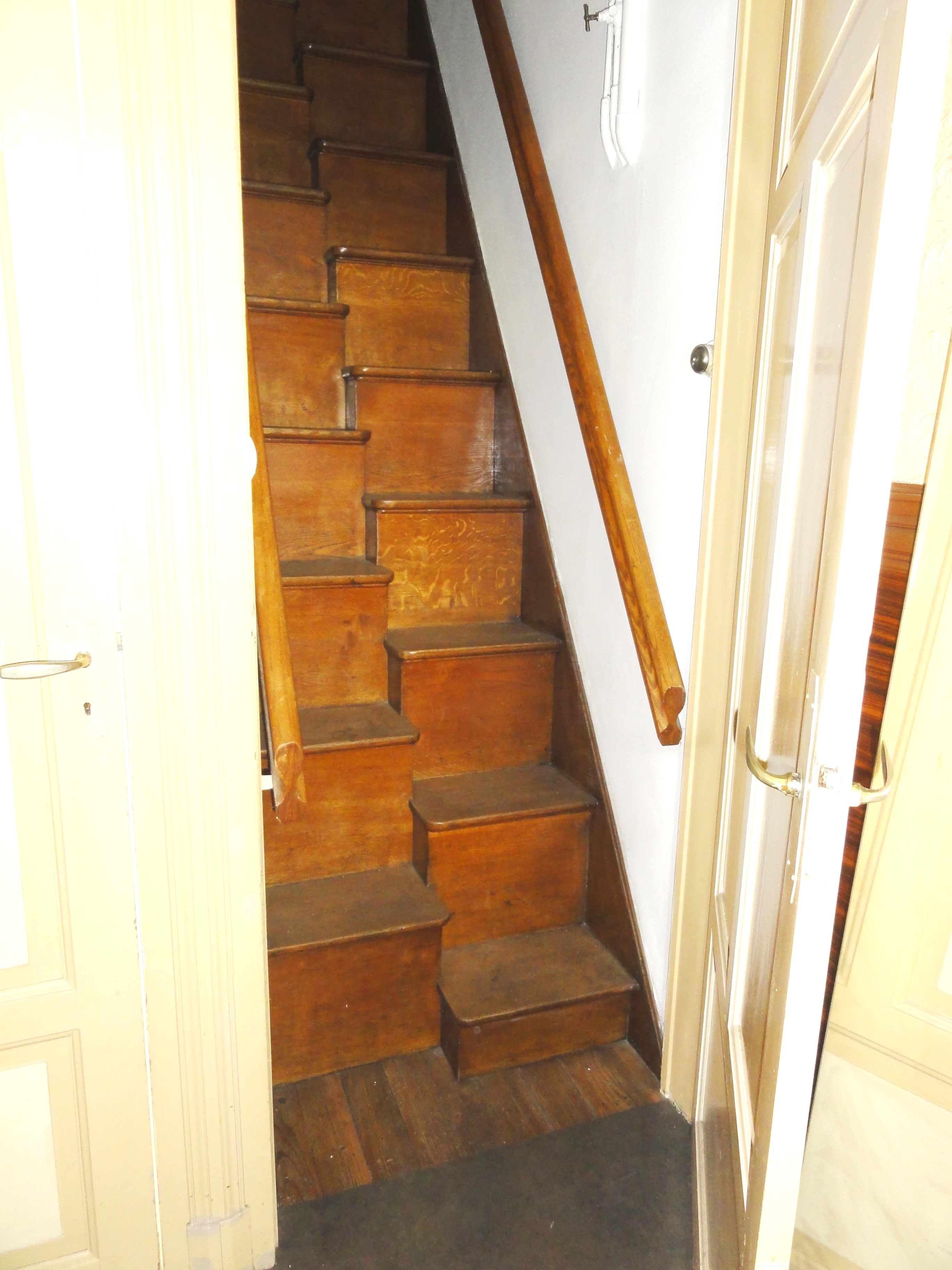
variant met rechte halve treden
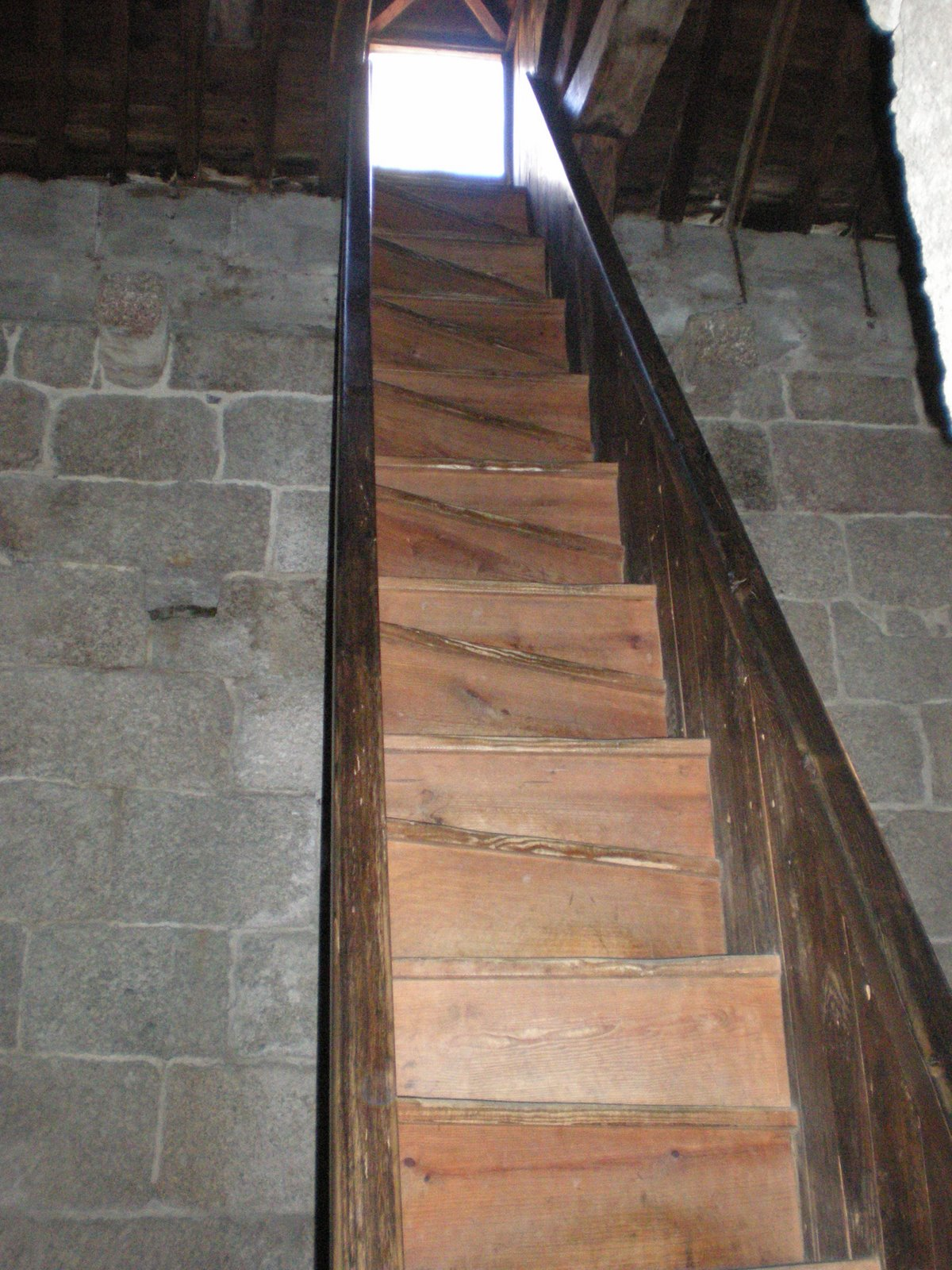
variant met scheef lopende treden
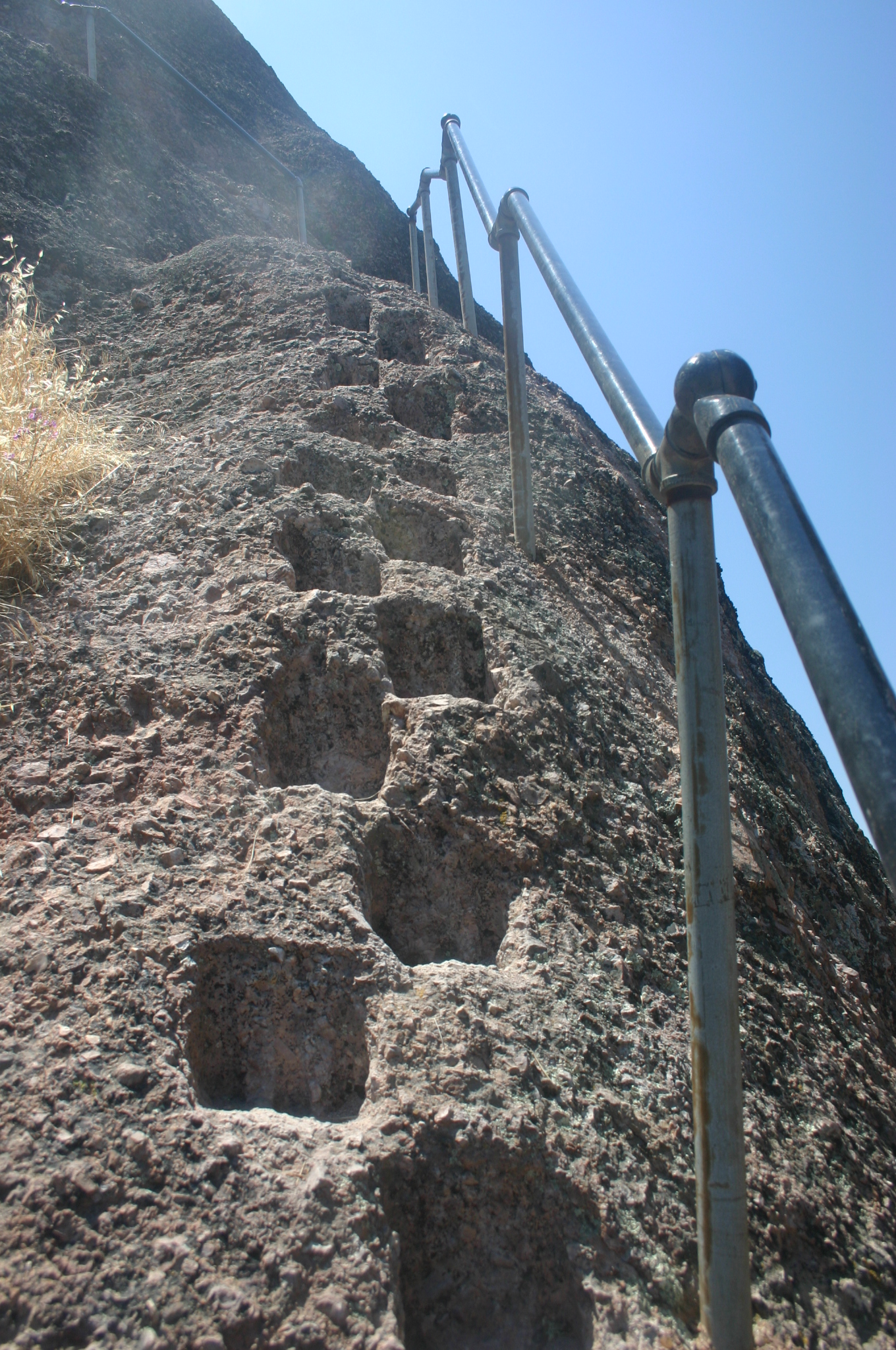
een ganzentrap uitgehakt in een steile rotshelling (Pinnacles National Park)